# Южна Арабия
Южна Арабия като общ термин се отнася до няколко района на Арабския полуостров в зависимост от контекста.
Понастоящем най-често се идентифицира с Република Йемен, но в исторически план включва и териториите на днешните провинции Наджран, Джизан и Асир от Саудитска Арабия и губернаторството (мухафаза) Дофар от султаната Оман. Границите на Южна Арабия в езиков ракурс са заченати исторически и са включвали територията на народите, говорещи южносемитски езици (днес юдео-арабски език).
В древността Южна Арабия е имала своя писменост, заимствана от Древна Етиопия. Районът се отличава със своите специфични традиции и култура, които се припокриват с вътрешните административни граници — различни от неотдавна прокараните политически граници.
На арабски език Йемен (Ал-Яман) означава „юг“, но също и „дясна страна“. От последното произлиза производното значение „страна на изгрева на Слънцето“ в посока от юг на север, т.е. по/в посоката на разселение на семитите, но тази етимология се счита за съмнителна.
Римляните наричат региона Арабия Феликс (лат. Arabia Felix). 
В древността традиционното арабско родословие е поделяло хората на полуострова между севера и юга. От друга страна западносемитското родословие свързва произхода на евреите със западната част на този регион. В този контекст е възникнала легендата за Савската царица, която прибрала свещения кивот.
Регионът е най-големият износител на тамян и търговията му е свързана с него.
На крайната северна граница на Южна Арабия се намират и 2 от 3-те свещени града за мюсюлманите - Мека и Медина.